# Dominique Tchimbakala
Pour les articles homonymes, voir Tchimbakala.
Dominique Tchimbakala est une journaliste et animatrice de télévision franco-congolaise et francophone.

## Biographie

### Jeunesse
Dominique Tchimbakala est née en France, et y fait sa scolarité jusqu’à l’âge de dix ans. A Brazzaville en république du Congo en 1987, pays d'origine de son père cadre dans la logistique et de sa mère hôtesse de l'air dans l'ancienne compagnie aérienne Air Afrique, elle poursuit sa scolarité dans le système éducatif français. Elle y effectue ses études secondaires au lycée Français Saint-Exupéry de Brazzaville, où elle obtient un baccalauréat ES en 1994,.
Elle continue ses études en hypokhâgne pour préparer les concours de l'École Normale Supérieure.
Après une licence d’histoire et une maîtrise en sciences politiques à l'Université Paris-Nanterre, elle poursuit son cursus par un troisième cycle (DESS) en management des médias à Nantes. Ce cursus comprenait des cours et des stages en journalisme.
Elle intègre l'école de communication Sciences Com'. En parallèle, elle réalise des reportages pour une radio associative dans le cadre de son stage d’études.
Elle se perfectionne ensuite au Centre de formation et de perfectionnement des journalistes (CFPJ).

### Carrière
Ses débuts dans le journalisme se font donc à la rédaction de France 2, en contrat à durée déterminée en 2000, faisant du desk au « Journal de la nuit ». C'est la voix off de cette émission, ainsi que celle de certains reportages à Télématin et au service Société de la rédaction de 2003 à 2007.
Elle travaille ensuite pendant sept ans au magazine de la santé sur France 5 de 2007 à 2014, à la tête d'une rubrique sur l'économie de la santé, tous les mardis, en début d'émission,,.
Elle effectue en parallèle différentes piges à RFO-AITV, Africa International et Jeune Afrique.
A l'été 2011, Dominique Tchimbakala présente le JT estival de la chaîne d'information en continu BFM TV.
Depuis juillet 2009, elle officie comme présentatrice du JT, d'abord épisodiquement puis depuis septembre 2017, sur la chaîne francophone TV5Monde Afrique,, les éditions du week-end, alors que sa consœur N’Fanteh Minteh, est sur les plateaux du lundi au jeudi. Le Journal Afrique quotidien d'une durée de 26 minutes est divisé en deux parties : news et magazine.
Elle présente également le magazine 64 minutes : le monde.
Dominique Tchimbakala estime que :

« Si on ne rêve plus, c’est qu’on est mort ! D’abord, je voudrais dire que la place que j’occupe actuellement au Journal Afrique est celle qui correspond le plus à ce que je suis : Africaine et Française. Pour la première fois, j’ai la possibilité de mettre en synergie les regards intérieurs et extérieurs que j’ai sur la France d’une part et sur l’Afrique d’autre part. Je me sens à ma place. Je dirais que je rêve de faire connaître davantage le continent africain, qu’on n’ait plus ces représentations de continent de misère, de continent sans espoir. J’ai envie que les gens soient mieux informés sur l’Afrique. Nous avons un angle d’approche des sujets différent au Journal Afrique de TV5 Monde et j’aimerais que cette approche soit davantage diffusée parce que finalement, les gens connaissent peu ce continent en France. »

— Dominique Tchimbakala

## Reportages
Le 2 juillet 2018, elle co-présente avec Clément Alline sur LCP, « Enfants fantômes : un défi pour l’Afrique », un reportage de 52 minutes et une enquête au Sénégal, au Mali et au Burkina Faso sur ces millions de jeunes sans existence légale,.
En décembre 2018, elle couvre l'élecction présidentielle congolaise à Kinshasa,.

## Interviews
Le 28 juillet 2018, pour le Journal Afrique de TV5Monde, elle interviewe Jean-Pierre Bemba sur sa candidature à la présidentielle de la République démocratique du Congo, après son acquittement en appel par la Cour pénale internationale.
Le 20 novembre 2022 elle réalise l'interview du président français Emmanuel Macron à Djerba en Tunisie lors du sommet de la Francophonie.

## Activités extra-journalistiques
Le 22 octobre 2018 Dominique Tchimbakala devient présidente de Union-ALFM (d), l'association des anciens des lycées français du monde,,,, fonction qu'elle exerce jusqu'au 12 novembre 2022.

## Distinctions
- Prix média ENFANCE majuscule 2019 Catégorie Documentaire tourné à l'étranger pour Enfants fantômes : un défi pour l’Afrique

## Ouvrages
- Ketty Sina, René-Jacques Lique, Dominique Tchimbakala, Je n'ai pas toujours dansé, YG Publishing, 31 mai 2013 (ISBN 978-2918481027).